# Joaquín Catalá de Alemany
Joaquín Catalá de Alemany (Manresa, 14 de setembre de 1911-Madrid, 27 de setembre de 2009) va ser un físic, meteoròleg, catedràtic i acadèmic espanyol, pioner de la física de partícules a Espanya.

## Biografia
Després de llicenciar-se en física en la Universitat de Barcelona i de doctorar-se en la mateixa especialitat (1943) en la Universitat de Madrid —exercint també de meteoròleg— es traslladà a València; allí va ocupar la Càtedra de Física Teòrica i Experimental en la universitat de la ciutat. El 1949 va obtenir un any de beca de recerca en la Universitat de Bristol i a la seva tornada, el 1950, va crear a València el primer grup de recerca dedicat a la física de partícules a Espanya. També va exercir la càtedra de Física de l'Aire en la Universitat Complutense de Madrid.
Fou elegit acadèmic de la Reial Acadèmia de Ciències Exactes, Físiques i Naturals, va ocupar el lloc d'acadèmic numerari (medalla 37) des de la seva presa de possessió el 10 de juny de 1981 fins al 23 de febrer de 2000, quan es va convertir en acadèmic supernumerari. Va morir el 27 de setembre de 2009 en Madrid.

## Obres
- Relaciones Rango-Energía en emulsiones nucleares (1951)
- Poder de enfrentamiento de las emulsiones nucleares C-2, para protones (1952)
- Emulsiones nucleares cargadas con tubos de vidrio (1955)
- Relación alcance-energía para protones, en emulsión Ilford C-2 (1956)
- Estudio de la difusión elástica -F19 con partículas Alfa de 38 MeV (1958)
- Complement des emulsions nucleaires par traitement avec la resine de colophane (1958)
- Precisión en la medida del radio de curvatura de una traza (1959)
- The Scattering of 38 MeV Alpha-Particles by C.N.O.F. and Kr Nuclei (1960)
- Difusión de neutrones de 14 MeV por protones (1961)
- Medidas de distorsión en emulsiones nucleares (1962)
- Estudio de la Reactividad de Aerosoles de actividad normal (1963)
- Influencias de las Hot-Particles en la radiactividad ambiental de Valencia (1964)
- Some Feactures of the Fragmentation of Heavy Emulsion Nuclei (1966)
- Análisis de una doble emisión de hiperfragmentos inducida por K- de 6 GeV/c (1970)
- La radiación cósmica primaria (1971)
- Primeras medidas del ozono como contaminante en las capas bajas de Madrid (1976)
- La Meteorología en la difusión de contaminantes atmosféricos (1977)
- Indicadores objetivos de calidad ambiental (1977)
- El ozono en la atmósfera: pasado, presente y futuro (1977)